# Nagy Tivadar
Nagy Tivadar, születési és 1908-ig használt nevén Schwartz Tivadar (Pécs, 1879. szeptember 14. – Budapest, 1931. május 1.) szülész-nőgyógyász.

## Életpályája
Schwartz Frigyes pécsi közkórházi sebész-főorvos és Greiner Matild (1858–1944) gyermekeként született. Nagyapja Pécs városának tisztiorvosa volt. Tanulmányait a Budapesti Tudományegyetem Orvostudományi Karán végezte. 1913 májusában kinevezték az Erzsébet királyné Szanatórium nőgyógyászati rendelő orvosává. Az első világháborúban tett szolgálataiért megkapta a koronás arany érdemkeresztet a vitézségi érem szalagján kitüntetést. A Bíró Dániel-féle Kórházban dolgozott, majd 1929-ben főorvosi kinevezést kapott a Pesti Izraelita Hitközség Szabolcs Utcai Kórházának Nőgyógyászati Osztályára. 1931. május 1-jén a Margit-szigeten szívhűdés következtében életét vesztette. Tagja volt a Lipótvárosi Orvostársaságnak. 
Felesége Borbás Lenke (1888–1944) volt, Brust Dávid és Hirsch Malvina lánya, akivel 1909. május 6-án Budapesten kötött házasságot.

## Művei
- Egy méhsarcomáról. (Orvosi Hetilap, 1914, 32–33.)
- A rosszindulatú chorion-epitheliomáról. (Gyógyászat, 1921, 27.)
- Magzatelhajtáshoz társult halálos tetanus. (Gyógyászat, 1922, 52.)
- A méhenkívüli terhességről. (Gyógyászat, 1926, 8.)
- Az abortus-statistikákról. (Gyógyászat, 1926, 51–52.)